# Faisal I của Iraq
Faisal I bin Hussein bin Ali al-Hashemi, (tiếng Ả Rập: فيصل بن الحسين بن علي الهاشمي, Fayṣal al-Awwal ibn al-Ḥusayn ibn ‘Alī al-Hāshimī; 20 tháng 5 năm 1885 – 8 tháng 9 năm 1933) là Vua của Vương quốc Ả Rập Syria hoặc Đại Syria năm 1920, và là Vua của Iraq từ 23 tháng 8 năm 1921 đến năm 1933. Ông là con trai thứ ba của Hussein bin Ali, Sharif của Mecca, người tự phong là Vua của đất Ả Rập vào tháng 10 năm 1916.